# ديمونز سولز (لعبة فيديو 2020)
ديمونز سولز (بالإنجليزية: demon's souls Remake)‏ هي لعبة فيديو أكشن تقمص أدوار مستحدثة، طورها استوديو بلوبوينت غيمز، ونشرتها سوني إنتراكتيف إنترتينمنت، صدرت في 12 نوفمبر 2020 حصريا كلعبة إطلاق لجهاز بلاي ستيشن 5، وتعتبر إعادة صنع لعبة ديمونز سولز التي صدرت عام 2009 على جهاز بلاي ستيشن 3، وتحتوي على اللغة العربية. 

## أسلوب العب
أستوديو Bluepoint يريده مستوى اللعبة مثل اللعبة الأصلية، فقد احتاجوا إلى التفكير بعناية في الإضافات أو التغييرات في حالة تأثيرها سلبًا على التجربة. إحدى الميزات الجديدة، تسمى «العالم المكسور» ، هي وضع المرآة التي تعكس تصميم البيئات. على الرغم من أن أحد الطلبات المتكررة كان منطقة سادسة، لكن قرر الفريق ترك عدد عوالم اللعبة كما هو. تم إعادة تمثيل التمثيل الصوتي للعبة، مع عودة العديد من الممثلين الأصليين لإعادة تسجيل السيناريوهات القديمة والحوار الصوتي الجديد. تم أيضًا إعادة تصميم الرسوم من الصفرحتى تتناسب مع الجيل الجديد، فريق Bluepoint ذكر أن النسخة الجديدة لن تقدم مستويات صعوبة مختلفة، من المعروف ان سلسلة Souls تشتهر بصعوباتها .

## تطوير
بعد أن أعطى هيديتاكا ميازاكي من فروم سوفتوير، مدير استوديو التطوير ومطور ديمونز سولز الأصلية، موافقته، بدأ أستوديو بلوبوينت غيمز في تطوير طبعة جديدة بعد الانتهاء من طبعة 2018 من لعبة شادو أوف ذا كولوسس. يتم تطوير اللعبة بنفس الاسلوب والافكار الفنية القديمة الهدف هو بناء اللعبة حيث تتناسب مع الاجهزة الجديدة، يريد الفريق «ضبط» اللعبة بحيث تجذب اللاعبين المعتادين على أساليب التحكم الحديثة .

## الاستقبال
تلقت ديمونز سولز«إشادة عالمية» من 54 مراجعة نقدية مع مجموع نقاط 91 (قابل للتغيير) ، وفقًا لمجمع المراجعات ميتاكريتيك. إنها اللعبة الأعلى تقييما في بلاي ستيشن 5 وترتبط بـ دارك سولز 2 كأعلى الألعاب تقييما في سلسلة سولز، في المقابل تلقت تقييم 10/8.9من قبل اللاعبين .
| أستقبال |         |
| --- | ------- |
| \| النتيجة الإجمالية \| النتيجة الإجمالية \| \| الناشر \| النتيجة \| \| ----------------- \| ----------------- \| \| ميتاكريتيك \| 91/100 \| \| نتيجه المراجعات \| \| \| الناشر \| النتيجة \| \| غيم إنفورمر \| 9.25/10 \| \| GameSpot \| 9/10 \| \| IGN \| 9/10 \| |         |
| النتيجة الإجمالية |         |
| الناشر | النتيجة |
| ميتاكريتيك | 91/100  |
| نتيجه المراجعات |         |
| الناشر | النتيجة |
| غيم إنفورمر | 9.25/10 |
| GameSpot | 9/10    |
| IGN | 9/10    |

## الإصدار
تم الإعلان عن اللعبة رسميًا في 11 يونيو 2020 في حدث كشف عن بلاي ستيشن 5. ومن المقرر إصدار اللعبة باعتبارها عنوان إطلاق حصري لجهاز بلاي ستيشن 5 في 12 نوفمبر 2020 في أمريكا الشمالية وأوقيانوسيا وفي جميع أنحاء العالم بعد أسبوع في 19 نوفمبر 2020.